# Hieronymus Bischoff (Politiker)

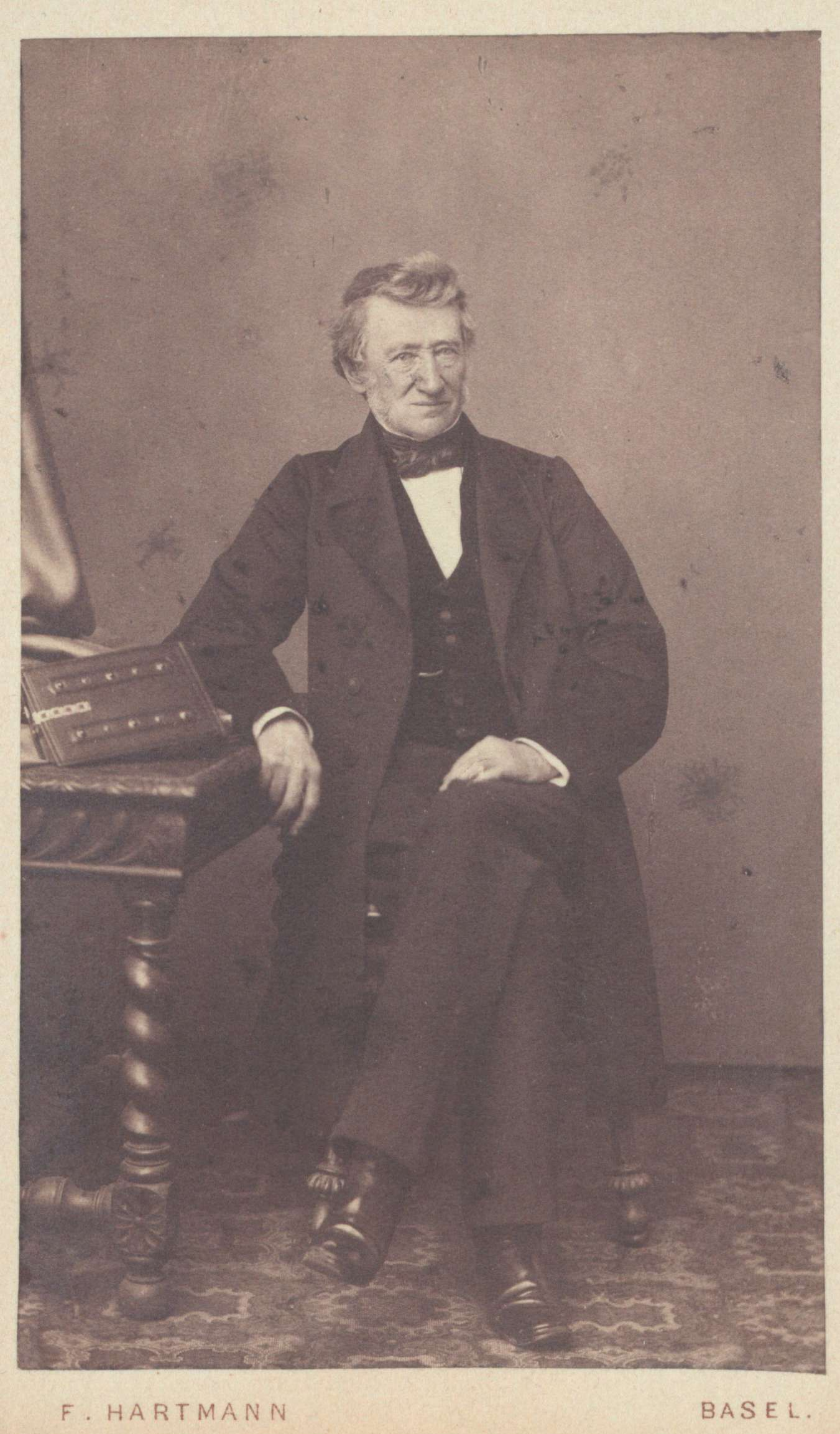
Hieronymus Bischoff-Respinger (zwischen 1850 und 1870)

Hieronymus Bischoff (* 6. Februar 1795 in Basel; † 23. November 1870 ebenda) war ein Schweizer Bankier, Politiker und Stifter.

## Leben und Werk

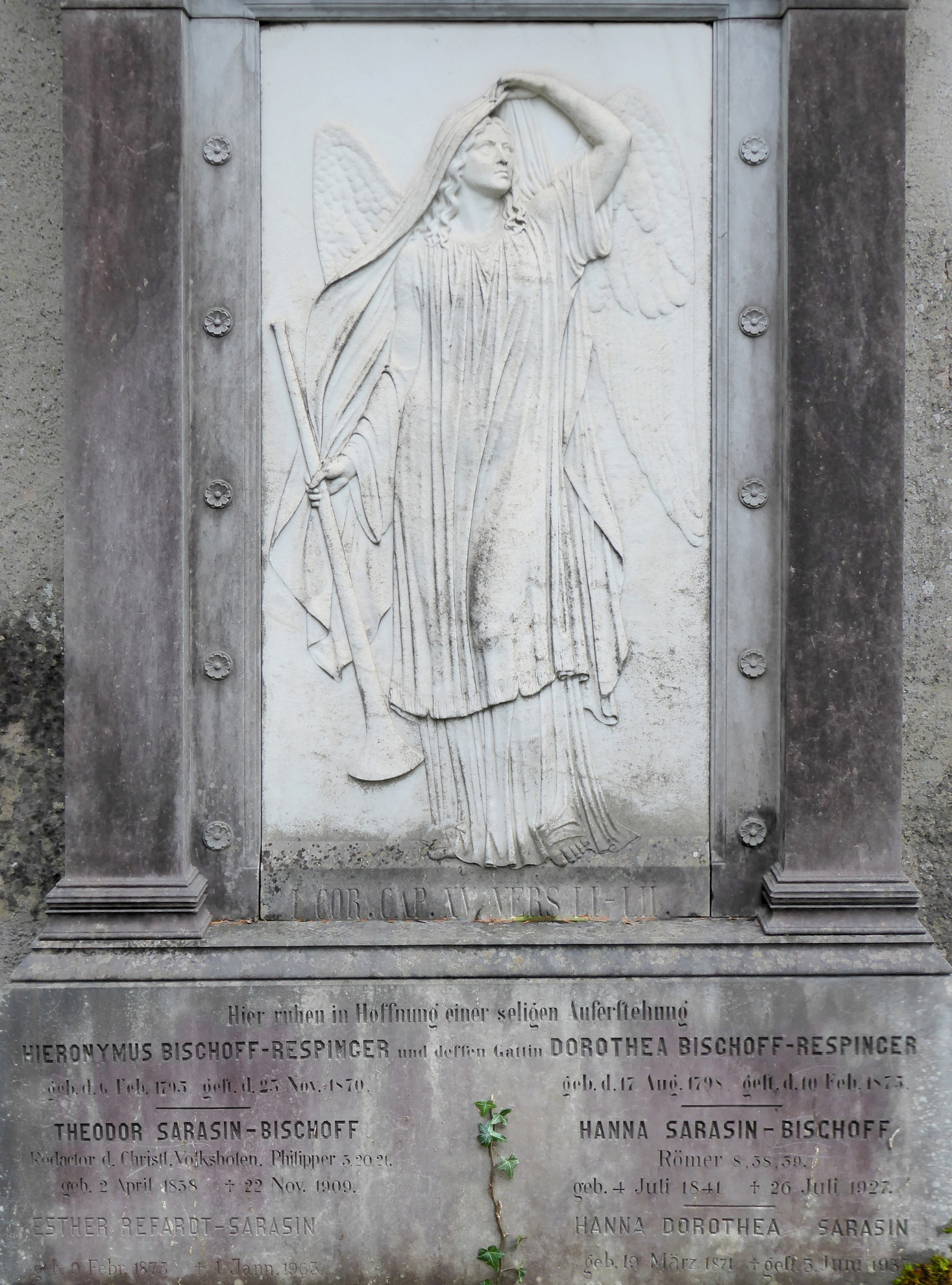
Grab auf dem Wolfgottesacker in Basel

Hieronymus Bischoff war ein Sohn des Tuchhändlers, Bandfabrikanten, Bankiers und Politikers Benedict Bischoff (1769–1836) und der Dorothea, geborene Frey (1774–1834). Sein älterer Bruder war der Landschaftsmaler und Kaufmann Jacob Christoph Bischoff (1793–1825).
Bischoff besuchte das Institut von Professor Christian Bernoulli und absolvierte eine kaufmännische Lehre. Anschliessend führten ihn seine Bildungs- und Geschäftsreisen in die französische Schweiz, nach Le Havre und nach England. Wieder in Basel war er ab 1820 in der väterlichen «Bank Bischoff zu St. Alban» tätig. 1822 wurde er deren Teilhaber und 1825 Alleininhaber. 1855 kamen Eduard Zahn und Albert Burckhardt als Teilhaber hinzu. Zudem beteiligte sich Bischoff an der Gründung der «Bank in Basel».
Als Politiker war Bischoff von 1828 bis 1870 im Grossen Stadtrat von Basel und von 1829 bis 1870 im Basler Grossen Rat vertreten. Von 1844 bis 1870 war er Stadtratspräsident. Ab 1852 gehörte er dem Verwaltungsrat der Schweizerischen Centralbahn an, den er ab 1861 auch präsidierte. 
Bischoff war zudem Stifter von Sozialwohnungen und engagierte sich in der Erweckungsbewegung. Ab 1852 war er erster Präsident des Diakonissenhauses in Riehen, wo er das Elbs-Birrsche Landgut besass.
Hieronymus Bischoff heiratete 1819 Dorothea, geborene Respinger (1798–1875). Ihre adoptierte Tochter Johanna, vorher Hanna Riis (1841–1927), heiratete 1864 Theodor Sarasin (1838–1909). Dieser war von 1865 bis 1875 als Baumwollfabrikant in der Baumwollspinnerei und Weberei der «Iselin & Co.» an der Rittergasse 12 in Basel tätig. Zudem war er Verleger und Redakteur des Christlichen Volksboten und ab 1875 für die Basler Mission tätig.
Bischoff fand seine letzte Ruhestätte auf dem Wolfgottesacker in Basel.